# Miloš Kelemen
Miloš Kelemen, född 6 juli 1999, är en slovakisk professionell ishockeyforward som är kontrakterad till Arizona Coyotes i National Hockey League (NHL) och spelar för Tucson Roadrunners i American Hockey League (AHL).
Han har tidigare spelat för HC Slovan Bratislava i Kontinental Hockey League (KHL); BK Mladá Boleslav i tjeckiska Extraliga samt HKM Zvolen och HK Orange 20 i slovakiska Extraliga.
Kelemen blev aldrig NHL-draftad.

## Statistik
| 2016–2017                    | HKM Zvolen                   | Extraliga                    | 23  | 2  | 2  | 4  | 4   | 6  | 0 | 0 | 0  | 0  |
| 2017–2018                    | HKM Zvolen                   | Extraliga                    | 10  | 0  | 1  | 1  | 2   | 10 | 2 | 2 | 4  | 10 |
|                              | HK Orange 20                 | Extraliga                    | 21  | 2  | 1  | 3  | 14  | —  | — | — | —  | —  |
|                              | HK Orange 20                 | 1. Liga                      | 2   | 2  | 2  | 4  | 2   | —  | — | — | —  | —  |
| 2018–2019                    | HC Slovan Bratislava         | KHL                          | 2   | 0  | 0  | 0  | 2   | —  | — | — | —  | —  |
|                              | HKM Zvolen                   | Extraliga                    | 16  | 1  | 5  | 6  | 8   | 12 | 1 | 1 | 2  | 8  |
| 2019–2020                    | HKM Zvolen                   | Extraliga                    | 48  | 9  | 9  | 18 | 20  | —  | — | — | —  | —  |
| 2020–2021                    | HKM Zvolen                   | Extraliga                    | 45  | 19 | 19 | 38 | 60  | 11 | 6 | 0 | 6  | 16 |
| 2021–2022                    | BK Mladá Boleslav            | Extraliga                    | 44  | 5  | 13 | 18 | 12  | 14 | 9 | 3 | 12 | 14 |
| 2022–2023                    | Arizona Coyotes              | NHL                          | 1   | 0  | 0  | 0  | 0   | —  | — | — | —  | —  |
|                              | Tucson Roadrunners           | AHL                          | 39  | 9  | 11 | 20 | 26  | —  | — | — | —  | —  |
| NHL totalt                   | NHL totalt                   | NHL totalt                   | 1   | 0  | 0  | 0  | 0   | —  | — | — | —  | —  |
| Extraliga (Slovakien) totalt | Extraliga (Slovakien) totalt | Extraliga (Slovakien) totalt | 163 | 33 | 37 | 70 | 108 | 39 | 9 | 3 | 12 | 34 |

### Internationellt
| Källa: Uppdaterad: 2023-01-25 | Källa: Uppdaterad: 2023-01-25 | Källa: Uppdaterad: 2023-01-25 |         | Utv = Utvisningsminuter | Utv = Utvisningsminuter | Utv = Utvisningsminuter | Utv = Utvisningsminuter | Utv = Utvisningsminuter |
| År                            | Lag                           | Mästerskap                    | Matcher | Mål                     | Assists                 | Poäng                   | Utv                     |                         |
| ----------------------------- | ----------------------------- | ----------------------------- | ------- | ----------------------- | ----------------------- | ----------------------- | ----------------------- | ----------------------- |
| 2016                          | Slovakien                     | Ivan Hlinka                   | 4       | 0                       | 0                       | 0                       | 0                       |                         |
| 2018                          | Slovakien                     | JVM                           | 5       | 0                       | 1                       | 1                       | 2                       |                         |
| 2019                          | Slovakien                     | JVM                           | 5       | 0                       | 2                       | 2                       | 2                       |                         |
| 2021                          | Slovakien                     | VM                            | 6       | 1                       | 0                       | 1                       | 2                       |                         |
| 2022                          | Slovakien                     | OS                            | 7       | 0                       | 1                       | 1                       | 4                       |                         |
| Junior totalt                 | Junior totalt                 | Junior totalt                 | 14      | 0                       | 3                       | 3                       | 4                       |                         |
| Senior totalt                 | Senior totalt                 | Senior totalt                 | 13      | 1                       | 1                       | 2                       | 6                       |                         |